# Frederic Pujulà i Vallès
Frederic Pujulà i Vallès (ur. 12 listopada 1877, zm. 14 lutego 1963) był katalonistą i esperantystą.

## Życiorys
Urodzony w rosyjsko-bretońskiej rodzinie, Frederic spędzał lata swego dzieciństwa na Kubie. Studiował na uniwersytecie w Barcelonie, gdzie zaprzyjaźnił się z Pablem Picassem (który potem namalował słynny portret Pujulà palącego fajkę) oraz z innymi artystami i pisarzami tamtych czasów.
W 1905, kilku oficerów hiszpańskiej armii zniszczyło redakcje dziennika La Veu de Catalunya oraz satyrycznego tygodnika Cu-Cut! z powodu rzekomego "antyhispanizmu" głoszonego przez te gazety. Pujulà objaśnił to i skrytykował w esperanckim magazynie Tra La Mondo, ukazującego się w Paryżu. Doniósł na niego hiszpański wojskowy-esperantysta i z tego powodu Pujulà musiał osiedlić się w Paryżu, gdzie kontynuował swe esperanckie zadania oraz gdzie przyjął francuskie obywatelstwo, aby uniknąć prześladowań ze strony hiszpańskich władz.